# Tabuleta de cera

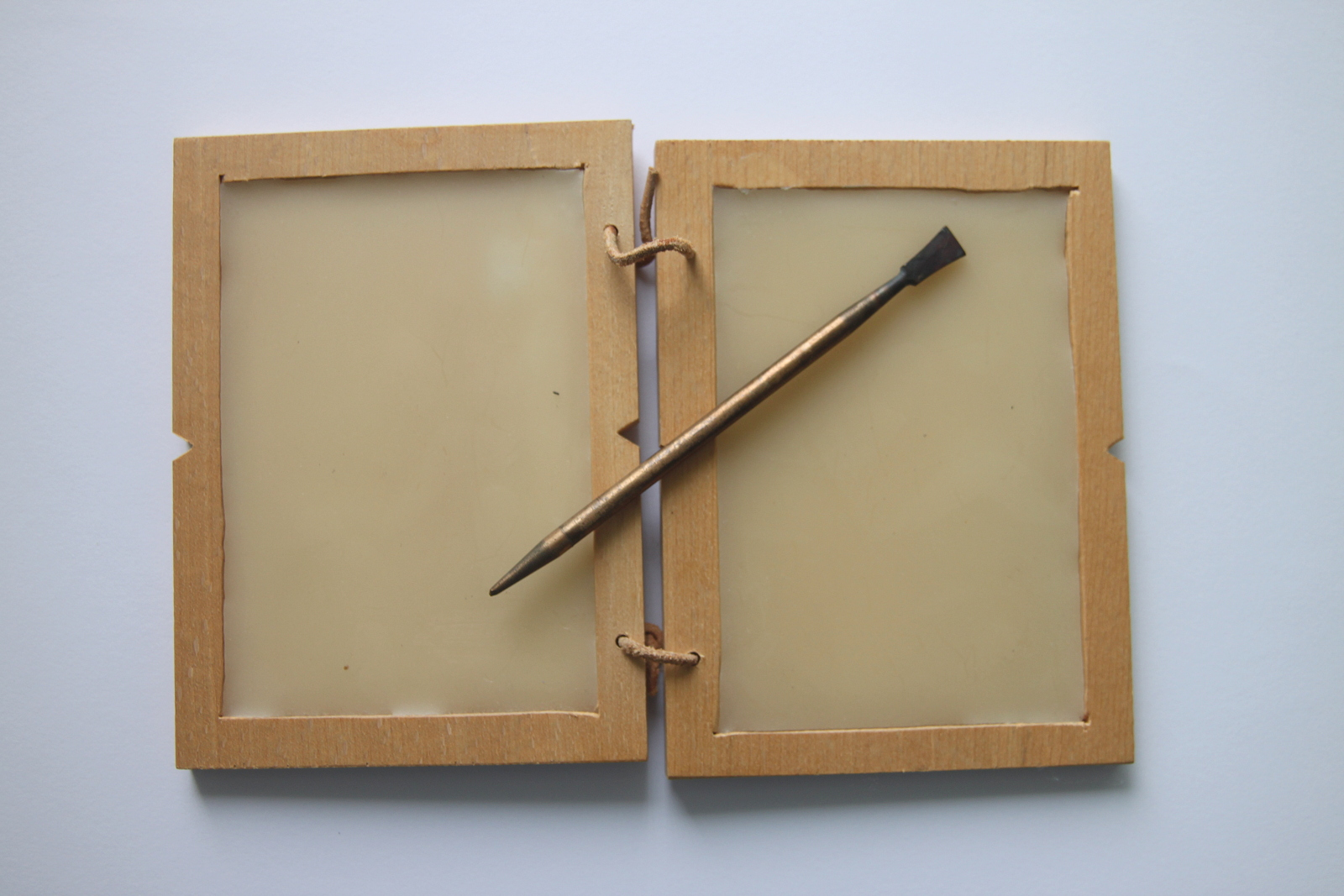
Tábua de cera e um estilete romano

Uma tábua de cera é uma tábua de madeira coberta com uma camada de cera, muitas vezes ligada frouxamente a uma outra tábua de cobertura, como um díptico de "duas folhas". Foi usado como uma superfície de escrita reutilizável e portátil na antiguidade e durante a Idade Média. As cartas de Cícero fazem referências passageiras ao uso de cerae, e alguns exemplos de tábuas de cera foram preservados em depósitos alagados no forte romano de Vindolanda, na Muralha de Adriano. Livros de cera medievais estão em exposição em vários museus europeus.
A escrita na superfície da cera era feita com um instrumento pontiagudo, um estilete. Um instrumento semelhante a uma espátula de ponta reta (geralmente colocado na extremidade oposta da ponta da caneta) seria usado como borracha. A expressão moderna de "uma lousa limpa" equivale à expressão latina "tabula rasa" .

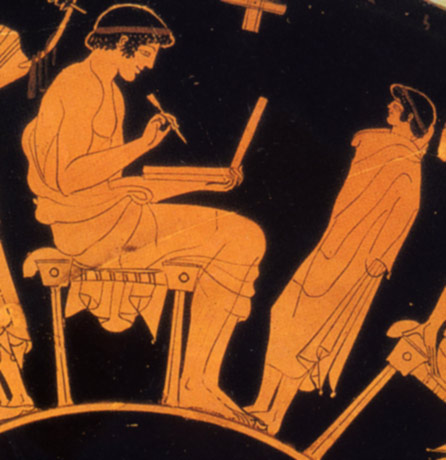
Escrevendo com estilete e dobrando tablete de cera. pintor, Douris, c. 500 BC (Berlim)

As tábuas de cera eram usadas para diversos propósitos, desde anotações de alunos ou secretárias para registros de contas comerciais. Formas antigas de taquigrafia também foram usadas.

## Uso na antiguidade
O primeiro exemplar sobrevivente de uma tábua de escrita de buxo com uma dobradiça de marfim estava entre os achados recuperados do naufrágio de Uluburun, do século XIV a.C., perto de Kaş, na Turquia moderna, em 1986.  Essa descoberta confirmou ainda mais que a referência às tábuas de escrita em Homero estava longe de ser anacrônica. Uma descoberta arqueológica em 1979 em Durrës, Albânia, encontrou duas tábuas de cera feitas de marfim em um túmulo que se acredita pertencer a um agiota do século II d.C.
Os gregos provavelmente começaram a usar o par de tábuas de cera dobráveis, junto com o pergaminho de couro, em meados do século VIII a.C. Liddell & Scott, edição de 1925, fornece a etimologia da palavra para a tábua de escrita, deltos (δέλτος), da letra delta (Δ) com base em antigos autores e escritas gregas e romanas, devido ao formato das tábuas para explicá-la.  Uma teoria alternativa sustenta que ele manteve sua designação semítica, daltu, que originalmente significava "porta", mas estava sendo usado para escrever tábuas em Ugarit no século XIII a.C. Em hebraico, o termo evoluiu para daleth.
No primeiro milênio a.C., tábuas de escrita eram usadas na Mesopotâmia, bem como na Síria e no Levante Meridional. Um painel de pedra esculpida datado entre 640–615 a.C., que foi escavado no Palácio Sudoeste do governante assírio Senaqueribe, em Nínive, no Iraque (Museu Britânico, ME 124955), retrata duas figuras, uma claramente segurando um pergaminho e a outra carregando o que se pensa ser um díptico aberto. Berthe van Regemorter identificou uma figura semelhante na Estela Neo-Hitita de Tarhunpiyas (Musée du Louvre, AO 1922), datada do final do século VIII a.C., que é vista segurando o que pode ser uma forma de tablatura com um fecho de botão exclusivo. Tábuas de escrita de marfim foram encontradas nas ruínas do palácio de Sargão em Nimrud . Margaret Howard supôs que essas tábuas podem ter sido conectadas entre si usando um engenhoso sistema de dobradiças com pedaços cortados de couro semelhantes à letra “H” inseridos em ranhuras ao longo das bordas para formar uma estrutura de sanfona .

## Uso nos tempos medievais e modernos

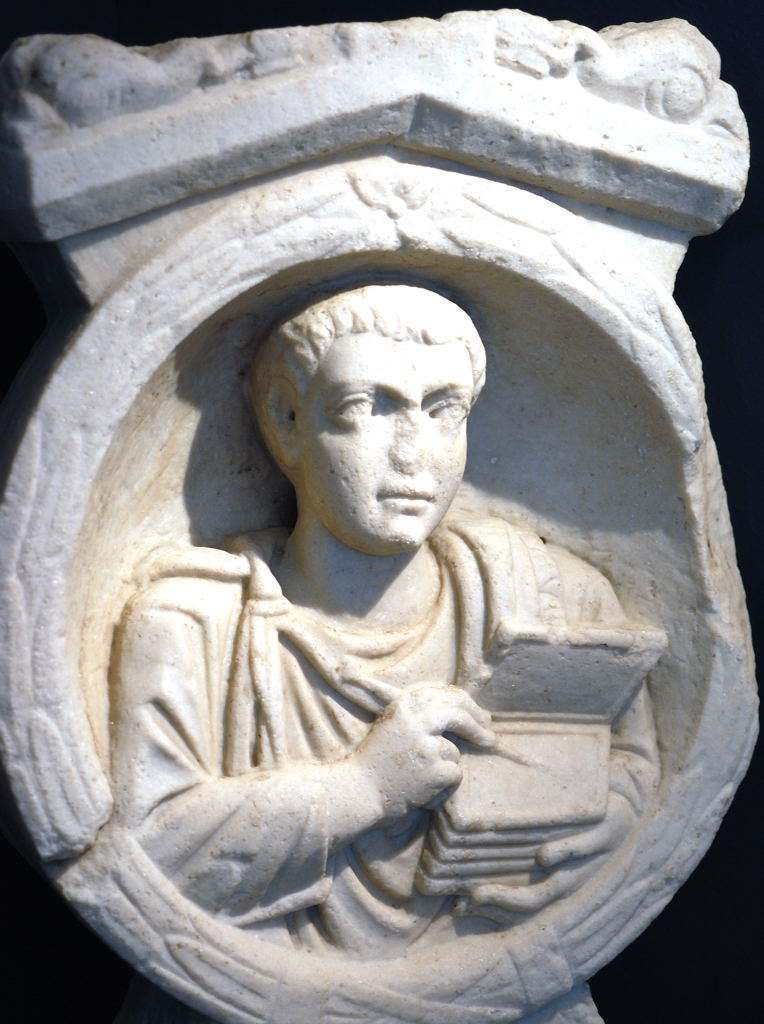
Escriba romano com seu estilete e tábuas em sua estela tumular em Flavia Solva em Noricum

Hermann de Reichenau (1013–1054), um monge e matemático, usou tábuas de cera "Ele havia solicitado que seu discípulo, Berthold de Reichenau, pegasse tábuas de cera nas quais seus escritos foram registrados e os transformasse em manuscritos".
Hériman de Tournai (1095–1147), um monge da abadia de São Martinho de Tournai, escreveu: "Até anotei uma certa quantia em tábuas".
Um exemplo de livro de tábuas de cera são os registros de servidão que o hospital da cidade mais antiga da Áustria, Enns, estabeleceu em 1500. Dez pratos de madeira, tamanho 375 x 207 mm (14,76 x 8,15 polegadas) e dispostos em 90 pilha de mm (3,54 polegadas), cada uma dividida em duas metades ao longo de seu longo eixo. Os pagamentos anuais devidos são escritos em pergaminho ou papel colado nos lados esquerdo. As contas a pagar recebidas eram registradas para dedução (e posteriormente apagadas) nos respectivos lados direito, que são cobertos com cera de escrita marrom-escura. O material é baseado em cera de abelha e contém 5–10% de óleos vegetais e pigmentos de carbono; seu ponto de fusão é cerca de 65 °C.  Este volume é a continuação de um anterior, iniciado em 1447.
Tábuas de cera eram usadas para registros comerciais de alto volume e importância temporária até o século XIX. Por exemplo, a autoridade de mineração de sal em Schwäbisch Hall utilizou registros de cera até 1812.  O mercado de peixe de Rouen utilizou até à década de 1860, tendo a sua construção e utilização sido bem documentadas em 1849.